# Manasia (okręg Buzău)
Manasia – wieś w Rumunii, w okręgu Buzău, w gminie Cernătești. W 2011 roku liczyła 412 mieszkańców.